# Choerodon cauteroma
Choerodon cauteroma (Gomon & Allen, 1987)  è un pesce d'acqua salata appartenente alla famiglia Labridae.

## Distribuzione e habitat
Proviene dalle barriere coralline del nord-ovest dell'Australia, nell'oceano Indiano. Gli esemplari giovani stanno nelle zone ricche di vegetazione acquatica, e non sono particolarmente frequenti nelle barriere. Gli adulti nuotano a basse profondità, fino a -30 m, ma di solito stanno al di sopra dei -15. È frequente sia su fondi rocciosi che sabbiosi.

## Descrizione
Presenta un corpo abbastanza compresso lateralmente, alto e non particolarmente allungato, con la testa dal profilo arrotondato. Gli occhi sono gialli, rotondi e non molto grandi. Attorno ad essi sono presenti delle striature azzurre, e piccole macchie dello stesso colore si trovano su tutto il corpo, che ha una colorazione prevalentemente grigia-giallastra. Il ventre è più chiaro, le pinne sono degli stessi colori del corpo, la pinna caudale non è biforcuta. Sul dorso è presente una macchia nera piuttosto sottile, allungata e verticale. Un'area dello stesso colore si trova all'inizio della pinna dorsale. La lunghezza massima registrata è 36 cm.

## Riproduzione
È oviparo e la fecondazione è esterna; non ci sono cure nei confronti delle uova, che vengono deposte in piccoli gruppi. La deposizione a Shark Bay avviene tra aprile e novembre. È ermafrodita.

## Conservazione
Questa specie è classificata come "a rischio minimo" (LC) dalla lista rossa IUCN perché la pesca ne è regolamentata. Ciò è accaduto perché C. cauteroma e anche i suoi congeneri sono pesci a crescita lenta e per questo risentono di più della pesca eccessiva.